# Taeromys dominator
Taeromys dominator (гігантський сулавеський пацюк) — вид гризунів родини мишевих. Ендемік індонезійського острова Сулавесі.

## Таксономія
Вид описаний О. Томасом 1921 року як Rattus dominator. Таксон Paruromys dominator мав два синіми: Paruromys ursinus (Sody, 1941) і Paruromys frosti (Ellerman, 1949). Вид перенесено з Paruromys до Taeromys.

## Опис
Тіло гризуна довжиною від 20 до 26 см; довжина хвоста від 24 до 31 см; вага від 350 до 500 г. Шерсть м'яка і густа, сіро-коричнева на спині й біла на животі. Вуха і лапи темно-коричневі. 

## Поширення
Мешкає виключно на індонезійському острові Сулавесі, де є найбільшим представником надродини мишуватих. Мешкає як у горах, так і на рівнинах. Вміє лазити по деревах. Будує гнізда в дуплах дерев, під камінням, серед рослинності. Його раціон повністю складаються з фруктів.

## Збереження
МСОП вважає цей вид таким, що не потребує особливого збереження. Однак йому загрожує знищення середовища проживання. У деяких не-мусульманських районах острова є об'єктом полювання і вживається в їжу..